# 上薄淳一
上薄 淳一（かみすき じゅんいち、1951年11月6日 - ）は、鹿児島県出身の元プロ野球選手（内野手）。

## 来歴・人物
川内実業高等学校では大型遊撃手で5番打者。 エースだった花田敏郎とともに1969年のドラフト会議で西鉄ライオンズに9位指名され入団。
一軍公式戦出場のないまま、1972年オフに自由契約となり引退した。

## 詳細情報

### 年度別投手成績
- 一軍公式戦出場なし

### 背番号
- 76 （1970年 - 1972年）